# Диференційний привід
Диференційний привід, диференційний привод[джерело?] (англ. differential drive, нім. differential Antrieb, Differentialantrieb m) — механічний привод пристрою з хитним рухом робочого органу (наприклад, у техніці збагачення корисних копалин концентраційного столу, окремих типів грохотів), який забезпечує рух органу в прямому та зворотному напрямках з різними швидкістю та прискоренням.